# Il buio e il miele
Il buio e il miele è un romanzo di Giovanni Arpino del 1969. Protagonista del romanzo è un militare divenuto invalido a causa di un incidente durante un'esercitazione. Da questo romanzo furono tratti due film: Profumo di donna del 1974, di Dino Risi con Vittorio Gassman nella parte del protagonista, e Scent of a Woman del 1992, di Martin Brest interpretato da Al Pacino.
Il libro, nonostante il finale improntato all'ottimismo, è attraversato da «un tono desolato, che lascia un senso di profonda amarezza - e di turbamento - nel lettore». Il protagonista è stato visto come uno degli emblemi della solitudine moderna.

## Trama
Il capitano dell'esercito Fausto G., trentanove anni, da nove anni è cieco e privo di una mano a causa di una bomba esplosa durante un'esercitazione. Nello stesso incidente ha perso la vista anche il tenente Vincenzo V. Fausto, che vive a Torino presso un'anziana zia, ha deciso di recarsi a Napoli per fare visita all'amico. Compie il viaggio assistito da un giovane studente che sta svolgendo il servizio militare. Fausto, quando gli viene presentato il giovane che lo deve accompagnare, stabilisce che lo chiamerà Ciccio, lo stesso nome che usava con i precedenti assistenti. Le vicende del romanzo sono narrate in prima persona dallo stesso Ciccio.
Il viaggio in treno verso Napoli prevede due soste, a Genova e Roma. Fausto, che beve continuamente e porta sempre con sé una bottiglia di liquore, non perde occasione di sfoggiare il suo carattere prepotente e sprezzante. Ciccio sopporta pazientemente, e dopo un certo tempo gli pare di riuscire a comprendere la furia disperata che cova nel suo assistito.
A Genova Ciccio, al quale Fausto ha imposto di abbandonare la divisa in favore di un normale vestito borghese, è costretto ad organizzare un incontro con una prostituta. Nella camera d'albergo dove trascorrono la notte, Ciccio ha occasione di osservare che nella valigia di Fausto è sistemata una rivoltella. La tappa a Roma prevede l'incontro con un cugino prete, ed anche con quest'ultimo Fausto si comporta in modo brusco e oltraggioso. La sosta a Roma è caratterizzata dal fastidio provato da Fausto quando, in un locale, incontrano un cieco venditore di biglietti della lotteria: Fausto non sopporta la presenza di un uomo con la sua stessa menomazione, e ordina a Ciccio di comprare tutti i biglietti per mandarlo via. Prima di ripartire per Napoli, Fausto e Ciccio trascorrono poi una serata in un locale notturno.
All'arrivo a Napoli, Ciccio ha subito l'impressione che tra Fausto e Vincenzo vi sia qualche segreto accordo. Vincenzo, serio e taciturno, ha un carattere assai diverso da quello di Fausto. Il tempo trascorre in compagnia di quattro ragazze: Sara e Candida, sorelle, sono le figlie della proprietaria del ristorante dove Fausto e Ciccio si recano solitamente a mangiare, Ines e Michelina sono due loro amiche. Sara, nonostante la forte differenza di età e gli scarsi contatti avuti negli ultimi anni, appare chiaramente innamorata di Fausto, che ha conosciuto quando era ancora bambina, lo considera una persona speciale ed è disposta a perdonare ogni suo difetto. Fausto però cerca di non cedere alle continue attenzioni della ragazza, gettandola nello sconforto.
Viene organizzata una festa in casa di Vincenzo. Al termine della festa, Ciccio e le ragazze lasciano soli i due amici, ma, appena usciti, odono due colpi di pistola. Mentre le altre fuggono spaventate, Ciccio e Sara rientrano precipitosamente: Vincenzo è accasciato su una poltrona, con un filo di sangue che cola da un orecchio, Fausto è in piedi, inebetito. Sara non ha esitazioni: decide di portare via Fausto e nasconderlo in una vecchia casa abbandonata di sua proprietà, nel timore che possa venire accusato dell'omicidio di Vincenzo. Quando Fausto si riprende, è disperato: avrebbe dovuto uccidere Vincenzo e poi togliersi la vita, ma non ne ha avuto la forza; ora è verso se stesso che rivolge il suo disprezzo: si sente, dice, come «l'undici di picche, una carta che non sta nel mazzo, buona per nessun gioco». Nelle ore successive però si viene a sapere che Vincenzo non è morto: un osso ha deviato il colpo ed ora è fuori pericolo, si pensa a un tentativo di suicidio e Fausto non è accusato di nulla. Fausto decide comunque di consegnarsi ai carabinieri, ma adesso il suo atteggiamento verso Sara è cambiato, e la ragazza riesce a fargli giurare che potrà restare per sempre con lui.

## Edizioni
- Giovanni Arpino, Il buio e il miele, La scala, Rizzoli, 1969,  p. 174.
- Giovanni Arpino, Il buio e il miele, BUR, Rizzoli, 1974,  pp. VIII, 174.
- Giovanni Arpino, Il buio e il miele, Romanzi e racconti, Baldini & Castoldi Dalai, 1993,  p. 148, ISBN 88-85988-70-9.
- Giovanni Arpino, Il buio e il miele, Nuova officina, Omicron nuova, 1997,  p. 148, ISBN 88-86680-28-7.
- Giovanni Arpino, Il buio e il miele, I nani, Baldini & Castoldi Dalai, 1999,  p. 103, ISBN 88-8089-666-0.
- Giovanni Arpino, Il buio e il miele, I tascabili, Baldini Castoldi Dalai, 2008,  p. 148, ISBN 978-88-6073-242-2.